# Pomnik Żołnierzy Polski Walczącej w Krakowie
Pomnik Żołnierzy Polski Walczącej – pomnik znajdujący się w Krakowie, na bulwarze Czerwińskim, w dzielnicy I, na Nowym Świecie.
Pomnik Żołnierzy Polski Walczącej został zaprojektowany przez Bronisława Chromego. W 1992 został odsłonięty.
Pomnik przedstawia 3 orły otaczające znicz z symbolami Polski Walczącej z tablicami inskrypcyjnymi.